# St. Brigida (Mainz)
St. Brigida war eine Kapelle in Mainz, die 1258 erstmals bezeugt ist. Doch ihre Gründung kann weit bis in die Zeit der Merowinger vermutet werden. Sie könnte in Verbindung mit dem Kloster Honau und dessen Missionstätigkeiten in der Wetterau und an der Lahn in Zusammenhang stehen.

## Kapelle des Klosters Honau in Straßburg?
Urkundlich nachweisbar ist eine Kirche in Mainz, die vom Abt des Klosters Honau in Straßburg, Abt Beatus, in Mainz erbaut wurde. Mit einer Ausnahme ist es in der Forschung unbestritten, dass es sich bei der Schenkung von Abt vom 21. Juni 778 um insgesamt acht Eigenkirchen handelte.
Noch zu seinen Lebzeiten vermachte Abt Beatus seinem Kloster eine Kirche in Mainz und sieben weitere Kirchen in der Wetterau und im Vogelsberg. Der Erwerb der Kirchen geschah während seiner Zeit als Wandermissionar. Beatus spricht davon, dass er die Kirchen selbst gebaut habe: „ecclesiam quam ego construxi.“.
Beatus war von 774–781 Abt des Klosters. Das Kloster Honau verehrte die heilige Brigida aus Irland, und es lebten irische Mönche im Kloster, die „Schotten“ genannt wurden.
Die Iren missionierten auch im Lahngebiet, in der Wetterau und am Vogelsberg. Die Angelsachsen waren dagegen mehr in Sachsen, Hessen und Friesland tätig. Erzbischof Lul und das Kloster Lorsch förderten die Arbeiten des Straßburger Klosters, wenn auch die Tätigkeiten der Iren nicht von Anfang an dem Mainzer Bischof gefallen haben dürften. Karl der Große befreite das Kloster von Transportzöllen.
Im Weiteren wird in einer Schenkungsurkunde über einen Weingarten in Mainz an das Kloster Fulda aus den Jahren 800 bis 820 eine Schottenkirche in Mainz erwähnt; die Lage des Weinbergs wird im Areal zwischen der Schottenkirche und dem Kloster Altmünster beschrieben. Seit 1258 ist für das Areal, auf dem sich das heutige Altmünster befindet, eine Brigidakapelle bezeugt.
Es liegt daher nahe, dass St. Brigida in Mainz die Kirche des Abtes Beatus bzw. des Klosters Honau war. Zudem kann eine Gründung der Kirche in der Zeit von Bonifatius gegen Ende der Merowingerzeit angenommen werden.
778 wurde St. Brigida zusammen mit den anderen Kirchen einschließlich deren Gütern an das Kloster Honau bei Straßburg übertragen. In einer Urkunde von Karl dem Dicken aus dem Jahr 881 ist bezeugt, dass das Kloster zu diesem Zeitpunkt nur noch eine Kirche in Mainz und in Bauernheim besaß. Die übrigen Kirchen waren verloren gegangen.

## Missionskapelle des Klosters Honau
St. Brigida hatte für die Missionstätigkeit des Klosters Honau eine besondere Bedeutung: Sie konnte den Mönchen auf ihrem Weg in die Wetterau und an die Lahn als Zwischenetappe oder als Rückzugsort bei Gefahr gedient haben. Meyer-Barkhausen vermutet falsch mit Bezug auf weitere Quellen, dass die Adelsfamilie Chancor in der Wetterau die Mönche von Kloster Honau in ihre Gebiete geholt hatte, damit sie dort die Christianisierung voranbrachten.